# Nuon Chea
Nuon Chea, geboren als Lau Kim Lorn, ook genaamd Long Bunruot, bijnaam onder andere Broeder Nummer 2 (Battambang, 7 juli 1926 - Phnom Penh, 4 augustus 2019), was een Cambodjaanse chef-ideoloog van de Rode Khmer en plaatsvervanger van Pol Pot. Nuon Chea werd in september 2007 opgepakt en is aangeklaagd door het speciale Cambodjatribunaal, alwaar hij beschuldigd is van misdaden tegen de menselijkheid en oorlogsmisdaden. Hij wordt gezien als een van de hoofdverantwoordelijken voor de misdaden door het regime tussen 1975 en 1979, die resulteerden in meer dan een miljoen doden.

## Levensloop
Nuon Chea heeft aan het eind van de veertiger jaren rechten gestudeerd in Bangkok, waar hij lid werd van de Thaise communistische partij. Na zijn terugkeer naar Cambodja sloot hij zich aan bij de Rode Khmer. Hij maakte een steile carrière en werd uiteindelijk plaatsvervangend secretaris van de Arbeiderspartij van Kampuchea, die in 1966 werd hernoemd tot communistische partij van Kampuchea, de nummer 2-positie binnen de partij van de Rode Khmer. Toen de Maoïsten de hoofdstad Phnom Penh in 1975 innamen werd hij in het navolgende regime premier-minister, als deel van het permanente centrale comité van de communistische partij. Volgens Duch (Kaing Guek Eav), een andere aangeklaagde in het Cambodjatribunaal, is Nuon Chea grotendeels verantwoordelijk voor de speciale gevangenis S-21 (Tuol Sleng), waar gevangenen gefolterd en vermoord werden.
Na de inname van Cambodja door Vietnam in 1979 werd Cambodja omgevormd tot de Volksrepubliek Kampuchea, waarna Nuon Chea zich terugtrok in de jungle. In 1998, na het definitieve einde van de Rode Khmer, maakte hij een afspraak met de toenmalige regering van Cambodja waardoor hij langere tijd niet vervolgd werd en woonde sindsdien in de plaats Pailin bij de Thaise grens.
Nuon Chea en Khieu Samphan werden op 7 augustus 2014 veroordeeld door het tribunaal in Phnom Penh. Zij kregen levenslang voor misdaden tegen de menselijkheid tijdens hun leidende rol in het Rode Khmer-regime in de jaren 1975-1979. In 2018 kregen ze dezelfde straf nog eens voor genocide. Nuon Chea werd tijdens zijn proces bijgestaan door de Nederlandse advocaat Victor Koppe. Over zijn verdediging werd de documentaire Defending Brother No. 2 gemaakt.
Nuon Chea overleed in de gevangenis op 93-jarige leeftijd.
- Gemeinsame Normdatei: 143056360
- International Standard Name Identifier: 0000 0004 4884 7956
- Library of Congress Control Number: n2009076813
- Nationale Bibliotheek van Israël: 987007439420605171
- Système universitaire de documentation: 271668733
- Virtual International Authority File: 167299764
- WorldCat: E39PBJkp67Jwqtx8mkTgV7w3cP